# South Kaibab Trail

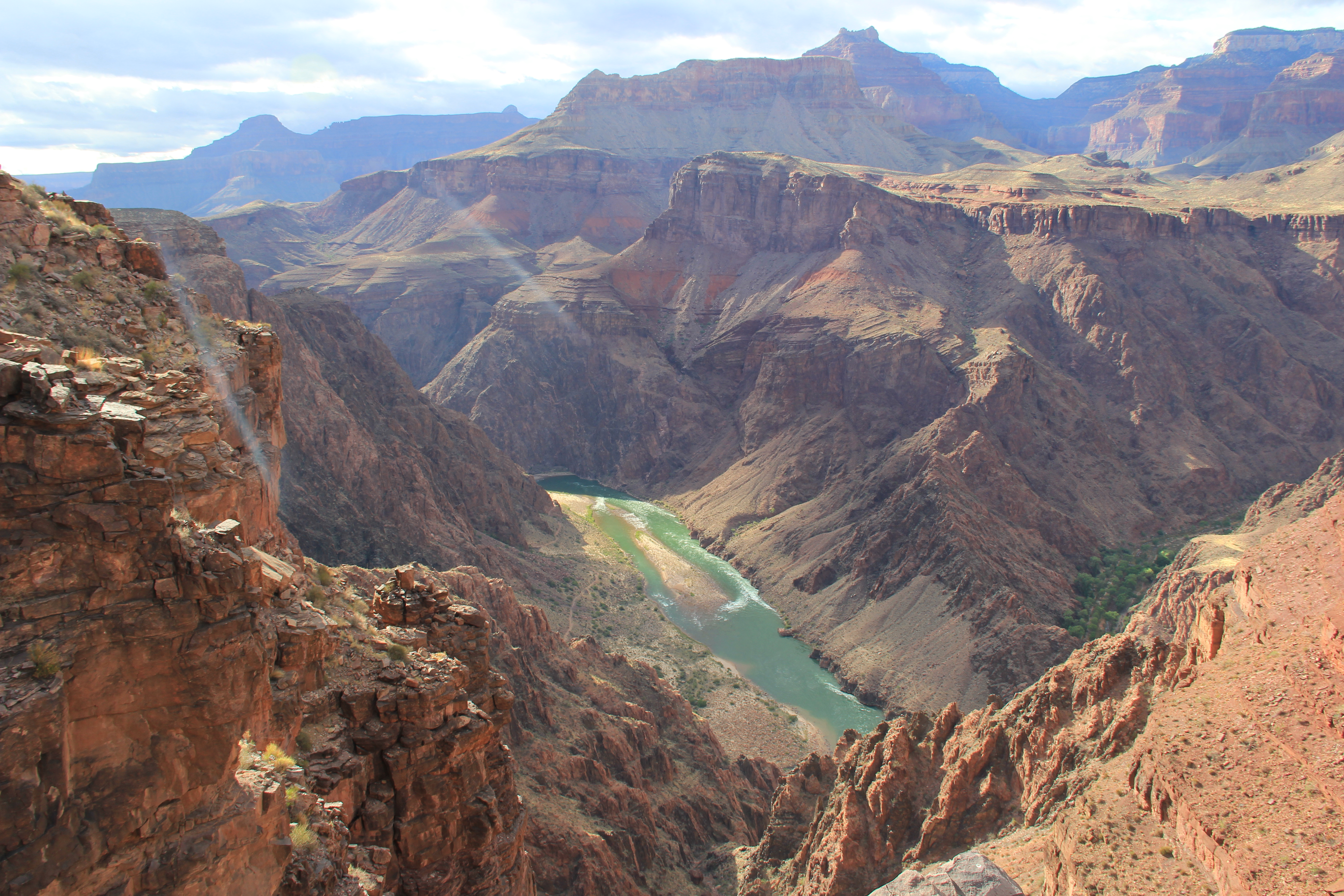
De rivier de Colorado, gezien vanaf de South Kaibab Trail

De South Kaibab Trail is een wandelroute vanaf de Grand Canyon South Rim bij Grand Canyon Village bij de Grand Canyon in Arizona in de Verenigde Staten. Het is een heel lang wandelpad met veel afdalingen en steile heuvels. 
De South Kaibab Trail start bij Yaki Point. Beneden bij de rivier de Colorado ligt de Phantom Ranch. Er is geen watervoorziening tijdens deze wandeling. Er is een aansluiting op de North Kaibab Trail.

## Externe links

Grand Canyon, gezien vanaf South Kaibab Trail